# Andreï Pirota
Andreï Efimovitch Pirota fut un opérateur radio-navigant et As soviétique de la Seconde Guerre mondiale, titulaire de l'Ordre de Héros de l'Union soviétique.

## Carrière
Radio à bord d'un bombardier DB-3, Andreï Pirota, fut le héros d'un combat unique qui le rendit célèbre à travers toute l'Union soviétique grâce à l'article qu'en fit le correspondant de guerre N. Dévitova dans le numéro du 30 août 1940 du journal L'Étoile rouge.
Le combat du 9 juillet 1941 : ce jour-là 7 DB-3 du 221.DBP (= régiment de bombardiers) furent attaqués par 15 chasseurs Bf.109 et, au cours du combat qui s'ensuivit, le radio Andreï Pirota abattit 6 appareils ennemis, permettant ainsi à son pilote, le starshii leitenant (= lieutenant) Piotr Bazéliév, de ramener à leur base leur bombardier endommagé.
En 1942, à la suite d'une grave blessure, il reçut un poste de mécanicien au sol avant d'être promu officier. Il fut démobilisé en 1946 et occupa par la suite de hautes fonctions administratives.

## Palmarès et décorations

### Tableau de chasse
- Crédité de 6 victoires homologuées, toutes individuelles, obtenues en un seul combat.

### Décorations
- De 1941 à 1945, sur les 2 271 étoiles d'or de Héros de l'Union soviétique décernées à des membres des forces aériennes, seulement 18 le furent à des radio-navigateurs du personnel navigant.

- Héros de l'Union soviétique en 1941
- Ordre de Lénine